# メラッウェー・マルカー
メラッウェー・マルカー（מלווה מלכה, מְלַוֵּה מַלכָּה, məlawwēh malkāh）とは、シャッバートの終わり（土曜日）の夜、ハブダーラーの後、シャバッートを締め括るパーティ。「女王の付き添い」の意味。
女王（malkāh）はシャッバートの擬人化した別称。これは神の呼称がメレフ（מֶלֶךְ 「王」）であることを思わせる。
特に現在ハシディズムにおいて行われる。